# Valérie Létourneau
Valérie Létourneau, född 29 april 1983 i Montréal, är en kanadensisk MMA-utövare som tävlar i organisationen Bellator MMA. Létourneau tävlade 2014–2016 i Ultimate Fighting Championship.